# Kleteran
Kleteran is een bestuurslaag in het regentschap Magelang van de provincie Midden-Java, Indonesië. Kleteran telt 2351 inwoners (volkstelling 2010).